# Biblioteca San Giovanni
La Biblioteca San Giovanni è la biblioteca pubblica del comune di Pesaro nelle Marche.

## Storia
La biblioteca è collocata nell'omonimo ex Convento della chiesa restaurato in chiave moderna a partire dal 1998, quando Oriano Giovannelli, sindaco della città, coinvolse la Fondazione Scavolini nella redazione di un progetto di ristrutturazione, commissionato all'architetto Danilo Guerri. La struttura è stata inaugurata nel 2002.

## Spazi e patrimonio
Negli spazi della biblioteca si può leggere, studiare, navigare in Internet, ascoltare musica, vedere film, incontrarsi ad eventi per adulti, bambini e famiglie. I servizi e le collezioni sono distribuiti per aree sui due piani della biblioteca, segnalate da grandi numeri dipinti sui muri.
La biblioteca utilizza, oltre ai depositi e a particolari sezioni, una riaggregazione delle classi della Classificazione Decimale Dewey, per garantire alle opere una maggiore visibilità.
Uno scaffale è interamente dedicato a Gioacchino Rossini e comprende biografie, saggi, pubblicazioni del ROF, libretti d’opera, partiture, edizioni critiche, scenografie ed allestimenti, lettere e carteggi, la musica in Cd audio, i video delle opere.